# Грибин, Николай Петрович
Николай Петрович Грибин (род. 16 декабря 1940 года) — советский и российский деятель внешней разведки, генерал-лейтенант, кандидат исторических наук, доктор юридических наук, профессор. Начальник Академии внешней разведки (1997—2007). Ведущий научный сотрудник Института международных исследований МГИМО МИД России.

## Биография
Родился 16 декабря 1940 года в Москве.
С 1961 по 1966 год обучался на редакторском факультете Московского полиграфического института.
В 1966 году был направлен на службу во внешнюю разведку, где с 1966 по 1968 год служил на оперативных должностях. С 1968 по 1970 год обучался на Краснознамённом институте КГБ при СМ СССР. С 1970 по 1984 год находился в заграничной командировке в Норвегии, состоял при советской резидентуре в Осло в качестве оперативного сотрудника по линии политической разведки, с 1976 по 1980 год — заместитель резидента КГБ в Копенгагене по линии политической разведки, с 1980 по 1984 год — резидент КГБ в Копенгагене.
С 1984 года служил в центральном аппарате Первого главного управления КГБ при СССР: с 1984 ро 1985 год — начальник 3-го отдела (Великобритания, Австралия, Ирландия, Новая Зеландия и страны Скандинавии). В 1985 году Н. П. Грибин был отстранён от занимаемой должности в связи с предательством руководителя лондонской резидентуры О. А. Гордиевского. С 1985 года — заместитель начальника Службы «А» (активные мероприятия)  ПГУ КГБ СССР — ЦСР СССР — СВР.
С 1997 по 2007 год — начальник Академии внешней разведки (Московская область, Мытищинский район), одновременно с 1998 по 2005 год — член Научного совета Совета безопасности Российской Федерации, был участником Совещания по безопасности и сотрудничества в Европе (СБСЕ).
С 2007 года после отставки, на научно-педагогической работе в МГИМО в качестве профессора. С 2010 года — директор Центра североевропейских и балтийских исследований и с 2017 года — директор Центра европейских исследований Института международных исследований, в дальнейшем — ведущий научный сотрудник Института международных исследований МГИМО. Одновременно с 2010 года на научно-педагогической работе в Академии ФСБ и в Пограничной академии ФСБ, с 2016 года — РАНХиГС при Президенте Российской Федерации, занимался исследованиями в области национальной безопасности, противодействия международному терроризму и стратегического планирования. Н. П. Грибин владеет болгарским, датским и английским языками

## Книги
- Разведка и контрразведка в лицах: Энцикл. словарь рос. спецслужб / Авт.-сост. Анатолий Диенко. - М. : Рус. мiр, 2002. — 606 с. — ISBN 5-89577-041-X
- Колпакиди А. И. Внешняя разведка СССР — России. 1946—2020 годы. История, структура и кадры / Алисторус. М.: 2021. — 1080 с. — ISBN 978-5-00180-097-2
- Эндрю К., Гордиевский О. А. КГБ. История внешнеполитических операций от Ленина до Горбачёва. — Nota Bene. — 1992. — 768 с.